# 劉弘道 (明朝)
劉弘道（1543年—1617年），字志甫，號筆山，太醫院醫籍，南直隸蘇州府吳縣人，明朝政治人物。

## 生平
萬曆元年（1573年）劉弘道由吳縣學附學生中式癸酉科應天府鄉試第一百名舉人，萬曆二年（1574年）聯捷甲戌科第三甲第八十三名進士。授任福建惠安縣知縣。四年和七年任鄉試對讀官。八年六月擢授工科給事中，疏请裁三服官，增置行水使者，東南赖其便。十年六月出为山東按察司佥事，十一月調補湖廣佥事，十一年丁父憂歸。起補山東佥事，十六年十月遷江西右參議，罹母艱，服闋，二十年四月復除福建左參議，八月陞湖廣副使，理驛傳，禁冗裁冒，歲省千餘金備賑。會楚藩事發，詔遣大臣偕中貴臨勘，供億騷然，悉心調劑，民賴不擾。署司篆，平反冤辟多人。二十五年五月遷浙江督糧參政，釐剔運弊，完漕獨爲天下先。二十九年四月晉雲南按察使，一入境卽以賀行，遂投劾致政。歸唯杜門讀書，不赴高會，花前月下，觴咏自適，于榮利泊如也。父遺田悉推予弟，貧戚周其衣食，助其婚喪，官久終不持一錢，家徒壁立。性更謙挹，不臧否人物，遇田夫牧豎，必與均禮。知惠安時，有丞觸上官，誣賊繫獄，白脱之。同安鄉紳爵侍郎以鄉居恣横，奉旨勘問，弘道執法不阿。爲給事，疏論尚書某不顧政府私人。在湖省，同官李某素賢，與巡撫不相協，屬弘道拾其短，力爲申辯，巡撫遷怒，巳居要津，每陞轉必陰抑之，弘道無悔焉。年七十五卒。

## 家族
明初有名劉溥者官太醫令，定居長洲縣，数代为医。曾祖劉會，號夢橘。祖劉炳，父劉承宗（1519年-1583年），字继仁，號培橘，敕封文林郎福建泉州府惠安县知县加按察司佥事服色；母何氏，封孺人。